# یواس‌اس گایت (دی‌دی-۷۱۲)
یواس‌اس گایت (دی‌دی-۷۱۲) (به انگلیسی: USS Gyatt (DD-712)) یک کشتی بود که طول آن ۳۹۰ فوت ۶ اینچ (۱۱۹٫۰۲ متر) بود. این کشتی در سال ۱۹۴۵ ساخته شد.